# Törestorp
Törestorp è un'area urbana della Svezia situata nel comune di Gnosjö, contea di Jönköping.
La popolazione risultante dal censimento 2010 era di 203 abitanti.